# Condado de Marshall (Indiana)
El condado de Marshall (en inglés: Marshall County), fundado en 1823, es uno de 92 condados del estado estadounidense de Indiana. En el año 2000, el condado tenía una población de 45 128 habitantes y una densidad poblacional de 16 personas por km². La sede del condado es Plymouth. El condado recibe su nombre en honor a John Marshall.

## Geografía
Según la Oficina del Censo, el condado tiene un área total de 1165 km², de la cual 1151 km² es tierra y 15 km² (1.26%) es agua.

### Condados adyacentes
- Condado de St. Joseph (norte)
- Condado de Elkhart (noreste)
- Condado de Kosciusko (este)
- Condado de Fulton (sur)
- Condado de Pulaski (suroeste)
- Condado de Starke (oeste)

## Demografía
Según la Oficina del Censo en 2007, los ingresos medios por hogar en el condado eran de $42 581 y los ingresos medios por familia eran $48 527. Los hombres tenían unos ingresos medios de $33 999 frente a los $22 482 para las mujeres. La renta per cápita para el condado era de $18 427. Alrededor del 6.80% de la población estaban por debajo del umbral de pobreza.

## Municipalidades

### Ciudades y pueblos
- Argos
- Bourbon
- Bremen
- Culver
- La Paz
- Plymouth

### Lugares designados por el censo
- Koontz Lake, Indiana

### Municipios
El condado de Marshall está dividido en 10 municipios:
- Bourbon
- Center
- German
- Green
- North
- Polk
- Tippecanoe
- Union
- Walnut
- West